# خطة جرانيت 2

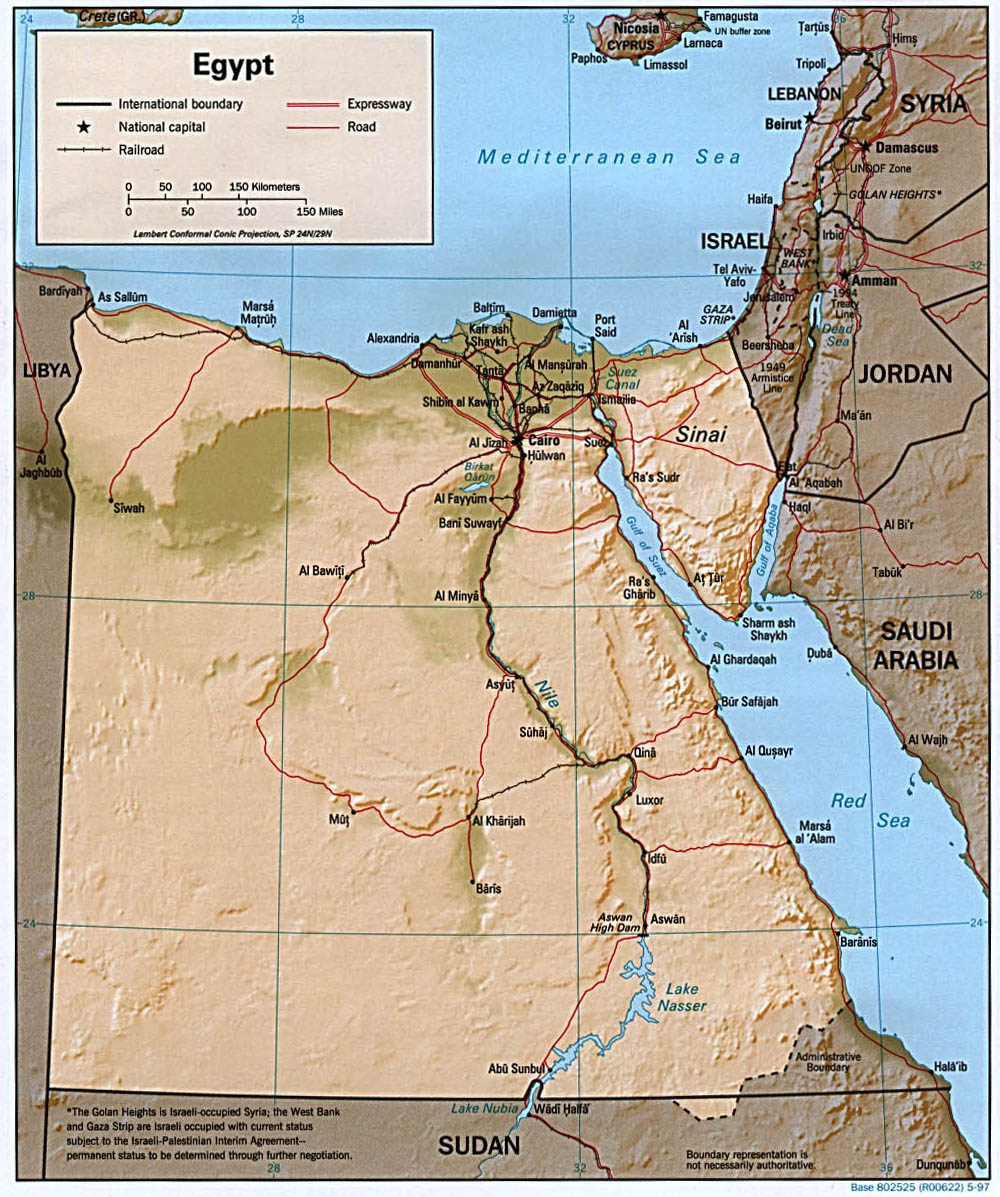
كان الهدف الرئيسي لخطة جرانيت 2 هو الوصول إلى المضائق الجبلية في سيناء

خطة جرانيت 2 هي خطة عسكرية وضعتها الأركان العامة المصرية برئاسة الفريق سعد الدين الشاذلي في أغسطس 1971. كان الهدف الأساسي من الخطة هو احتلال المضائق الجبلية في شبه جزيرة سيناء. دمجت خطة جرانيت 2 مع خطة المآذن العالية تحت اسم خطة بدر.

## الخلفية التاريخية
بعد هزيمة عام 1967 لم يكن للقوات المسلحة المصرية أي خطة عسكرية هجومية وكل ما تملكه هو خطة دفاعية تسمى «الخطة 200» إضافة إلى خطة تعرضية تسمى «جرانيت» تشمل القيام بغارات على مواقع العدو في سيناء لكنها لم تكن بالمستوى الذي يسمح بإطلاق اسم خطة عليها.
بعد تعيين الفريق سعد الشاذلي رئيسا لأركان حرب القوات المسلحة شرع في وضع خطة هجومية وفق إمكانات القوات المسلحة وعرض الشاذلي خطة المآذن العالية على القائد العام للقوات المسلحة الفريق أول محمد احمد صادق الذي عارض الخطة بحجة أنها لا تحقق أي هدف سياسي أو عسكري، فمن الناحية السياسة فهي لن تحقق شيئا وسوف يبقى 60,000 كيلومتر مربع من أرض سيناء تحت سيطرة إسرائيل أما عسكريا فهي ستخلق للجيش المصري موقفا صعبا بدل من الموقف الحالي الذي يعتمد على القناة كمانع طبيعي في حين أن خطوط المواصلات عبر الجسور المقامة في القناة ستكون تحت رحمة الطيران الإسرائيلي.
وتضمنت أفكار الفريق أول محمد صادق بالقيام بعملية هجومية تدمر القوات الإسرائيلية في سيناء وتتقدم إلى المضائق ومنها إلى غزة كان رد الشاذلي على مقترحات محمد صادق أن يود القيام بذلك إلا أن هذا فوق قدرات القوات المسلحة.
وبعد نقاشات مطولة بين الشاذلي ووزير الحرب محمد صادق خلال جلسات وأيام توصل الشاذلي إلى حل وسط وهو اعداد خطتين الأولى تهدف إلى احتلال المضائق أطلق عليها اسم «العملية 41» والثانية تهدف إلى الاستيلاء على خط بارليف واطلق عليها اسم «المآذن العالية».
في عام 1972 أجريت بعض التعديلات على الخطة لكن الهدف الرئيسي لم يتغير ومع نهاية عام 1972 غير اسم الخطة إلى «جرانيت 2».

## الخطة
كانت «خطة جرانيت 2» غير قابلة للتنفبذ إلى حين توافر أسلحة وقوات افترض وجودها ضمن الخطة وقد سمحت الأركان العامة المصرية للمستشارين السوفييت في مناقشة الخطة وطلبت منهم الأسلحة اللازمة لتنفيذها فيما تكتمت عن خطة المآذن العالية التي اشترك في اعدادها عدد محدود من القادة المصريين.
دمجت خطة «جرانيت 2» مع خطة المآذن العالية تحت اسم «عملية بدر» ولم يكن هدف القوات المسلحة المصرية تنفيذ الشق الثاني من الخطة أي الوصول إلى المضائق لكون ذلك خارج قدرة القوات المسلحة لكن القيادة المصرية قدرت فيما لو أن السوريين علموا بأن هدف مصر من الحرب هو عبور القناة واتخاذ أوضاع دفاعية على مسافة 10-12 كم شرق القناة دون التقدم فأنهم لن يشاركوا بالحرب.